# 이화여자대학교 동대문병원
이화여자대학교 동대문병원은 서울특별시 종로구 종로6가에 있던 없어진 병원이다. 현재 동대문성곽공원이 되었다.

## 같이 보기
- 이화여자대학교 의료원
- 동대문교회